# Nebezpečné známosti

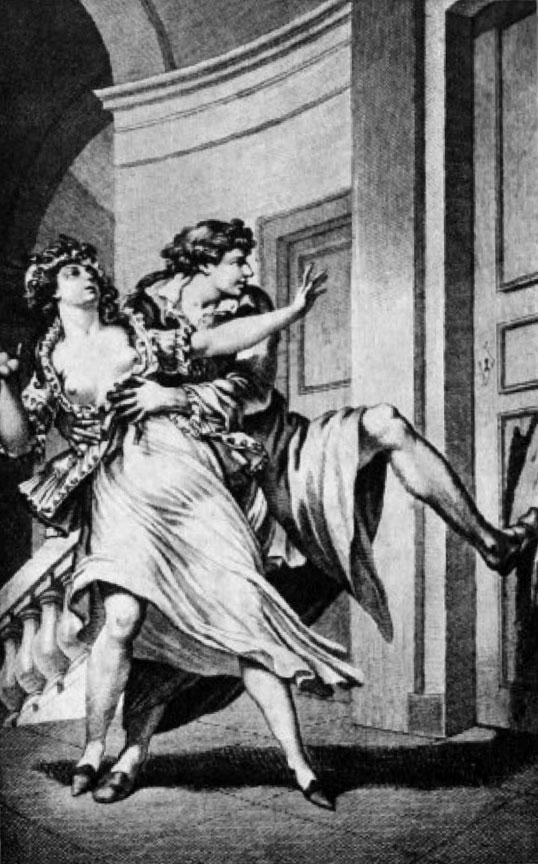
Dobová ilustrace knihy Nebezpečné známosti

Nebezpečné známosti (francouzsky Les Liaisons dangereuses) jsou epistolárním románem francouzského spisovatele Choderlose de Laclose, který vyšel prvně v roce 1782 a svou otevřenou kritikou mravů a vztahů určitých společenských vrstev si získal velkou pozornost.

## Děj
Ve 175 dopisech autor vypráví příběh dvou libertinských šlechticů – vikomta de Valmont a markýzy de Merteuil – jejichž největší zálibou je zahrávání si s city ostatních lidí. Bezostyšně svádějí a následně vypočítavě odvrhují nevinné oběti. Brzy se však sami dostávají do nebezpečně úzkých smyček svých vlastních her. Nejčastější je korespondence mezi postavami vikomtem de Valmont a markýzou de Merteuil; Cecilií Valangesovou a Sofií Carnayovou (přítelkyně); Cecilií Valangesovou a markýzou de Merteuil; vikomtem de Valmont a paní de Tourvel.
Valmont je ve společnosti známý jako „proutník“, ale markýza de Merteuil ve společnosti předstírá, že je počestná a ctnostná. V korespondenci Valmonta a markýzy si oba navzájem „přátelsky radí“, ale oba se snaží ovládnout toho druhého.
Paní de Volanges chce provdat svou patnáctiletou dceru Cecilii za bohatého hraběte de Gercourt, kterému je šestatřicet let. Markýza de Merteuil se mu chce pomstít, protože hrabě de Gercout ji opustil, i když se kvůli němu vzdala vikomta de Valmont, a požádá tedy Valmonta, aby Cecilii svedl. Pro něj to ale není žádná „výzva“, navíc se zrovna snaží získat dva roky vdanou, počestnou, cudnou a bohabojnou dvaadvacetiletou ženu soudce, paní de Tourvel, která v té době pobývá s Valmontem na venkově u jeho tety. Valmont s markýzou de Merteuil uzavírá sázku. Pokud se mu podaří svést paní de Tourvel (tedy mít s ní sex), tak s ním markýza stráví noc. Tato sázka však neřeší Markýzinu touhu pomstít se Gercoutovi. De Merteuil tedy vymyslí jiný plán. Přivede Cecilii do cesty maltézského rytíře Dancenyho, oba hrají na harfu, což je sblíží, později se do sebe zamilují a stávají se milenci. Markýza získává Ceciliinu důvěru. Danceny ale postupuje na markýzin vkus velmi pomalu, markýza tedy zařídí, aby Cecilie jela na venkov za Valmontem.
Valmont nakonec Cecílii svede, ale při tom pokračuje ve svádění paní de Tourvel, která se nakonec do Valmonta zamiluje. Pokusí se však zůstat manželovi věrná a odjede domů do Paříže. Valmont však jede za ní, což prolomí její poslední zábrany. Stráví spolu noc a paní Tourvel  řekne Valmontovi, že ho miluje a chce žít s ním. Valmont se ale netouží s nikým citově vázat a odejde od ní. Paní de Tourvel z žalu onemocní a nakonec zemře. Valmont, který vyhrál sázku, se dostane s markýzou do hádky, neboť ona odmítne naplnit podmínku. V hádce se Valmont od markýzy dozvídá, že je pouhou loutkou v jejích rukou a že Valmont vždy učinil to, co markýza chtěla. Ze stejných důvodů se rozešel i s paní de Tourvel, kterou Valmont upřímně miloval, kvůli markýziným intrikám se s ní rozešel a dokonce to považoval za své svobodné a správné rozhodnutí. Markýza, aby zničila Valmonta, poví Dancenymu o poměru Valmonta a Cecilie.
Danceny vyzve Valmonta na souboj a zabije ho. Když Valmont umírá, vyjasní Dancenymu, že za vše může markýza de Merteuil a jako důkaz předává Dancenymu svůj deník a svou korespondenci s markýzou, aby ji uveřejnil. Což mladý Danceny učiní, markýza de Merteuil ztratí svou „počestnou tvář“ a společnost ji okamžitě zavrhne a opovrhuje jí. Zcela zlomená s vědomím, že Valmont nad ní přece jen zvítězil, i když ho to stálo život, onemocní neštovicemi, ztratí svůj půvab i majetek a odjíždí z Paříže. Cecilie již neobnoví s Dancenym narušený vztah a uteče do kláštera, aby se stala jeptiškou. Danceny odchází na Maltu, kde chce na vše zapomenout.

## Filmové a televizní adaptace
Populární Choderlosovo dílo se dočkalo se i několika filmových a televizních zpracování:
- 1959: Nebezpečné známosti (Les Liaisons dangereuses), francouzsko-italský film. Režie: Roger Vadim, hrají: Jeanne Moreau, Gérard Philipe.
- 1980: Nebezpečné známosti, československý TV film. Režie: Miloslav Luther, hrají: Juraj Kukura, Emília Vášáryová, Jana Nagyová, Soňa Valentová.
- 1988: Nebezpečné známosti (Dangerous Liaisons), americko-britský film, oceněn třemi Oscary. Režie: Stephen Frears, hrají: Glenn Close, John Malkovich, Michelle Pfeifferová, Keanu Reeves, Uma Thurman.
- 1989: Valmont (Valmont), francouzsko-americký film. Režie: Miloš Forman, hrají: Colin Firth, Annette Bening, Meg Tilly.
- 1999: Velmi nebezpečné známosti (Cruel Intentions), americký film, příběh je přenesen do moderní doby, na Manhattan. Moderní verze se dočkala dvou velmi volných video pokračování, které již s knihou nemají nic společného. Režie: Roger Kumble, hrají: Sarah Michelle Gellar, Ryan Phillippe, Reese Witherspoonová.
- 2003: Nebezpečné známosti (Les Liaisons dangereuses), kanadsko-francouzský televizní seriál. Režie: Josée Dayan, hrají: Catherine Deneuve, Rupert Everett.
- 2012: Nebezpečné známosti, čínský film
- 2022: Nebezpečné známosti, francouzský film
- 2022: Dangerous Liaisons, americký televizní seriál

## Divadelní adaptace
Divadelní hru podle románu napsal Christopher Hampton. V Česku se hraje pod názvem Nebezpečné vztahy.
- Národní divadlo Brno (premiéra 23. dubna 2004), v hlavní roli Zuzana Slavíková a Martin Stránský.
- Divadlo Petra Bezruče v Ostravě (premiéra 7. května 2004), v hlavní roli Zdena Przebindová a Daniel Zaoral.
- Činoherní klub v Praze (premiéra 11. ledna 2006), v hlavní roli Ivana Chýlková a Ondřej Sokol.
- Jihočeské divadlo v Českých Budějovicích (premiéra 21. prosince 2007), v hlavní roli Teresa Branna a Ondřej Volejník.
- Městské divadlo Mladá Boleslav (premiéra 29. dubna 2011), v hlavní roli Lucie Matoušková a Petr Halíček.
- Národní divadlo Praha (premiéra 26. června 2014), jako baletní adaptace s názvem Valmont v podání Baletního souboru Národního divadla na hudbu Franze Schuberta a Pēterise Vasksa.[1]
- Royal Shakespeare Company, premiéra 24. září 1985 v Stratfordu nad Avonou. Režie Howard Davies. Obsazení: Lindsay Duncan (markýza de Merteuil), Alan Rickman (vikomt de Valmont), Juliet Stevenson (madam de Tourvel), Lesley Manville (Cécile de Volanges), Sean Baker (Chevalier Danceny). Lindsay Duncan byla oceněna cenou Laurence Oliviera pro Nejlepší herečku. Lindsay Duncan a Alan Rickman si zopakovali jejich role na Broadwayi, kterou též režíroval Howard Davies. Premiéru si odbyli 30. dubna 1987 v Music Box Theatre a odehráli celkem 149 představení.

Režijní dvojice SKUTR (Kukačka a Trpišovský) společně s dramaturgyní Janou Sloukovou využívá vlastní dramatizaci v překladu Alana Beguivin, a to v původní dopisové formě.
- Národní divadlo Praha (premiéra 4. a 5. května 2023), v hlavní roli Zuzana Stivínová a Saša Rašilov.

## České překlady
Knihu vyšla v mnoha českých vydáních, do češtiny ji přeložili mimo jiné S. K. Neuman, Dagmar Steinová nebo Alan Beguivin.

## Audio
Román byl vydán i jako audiokniha s Vilmou Cibulkovou (markýza de Merteuil), Klárou Issovou (Cecílie Volangesová), Kristýnou Frejovou (paní de Tourvel), Jiřím Dvořákem (vikomt de Valmont) a Janem Medunou (rytíř Danceny). Role vypravěče se zhostil Igor Bareš.